# Mecosarthron domingoensis
Mecosarthron domingoensis là một loài bọ cánh cứng trong họ Cerambycidae.